# Csirág nyelv
A csirág nyelv (csirágul: хьаргънилла, [xarʁnilla]) egy északkelet-kaukázusi nyelv, melyet 2.000-en beszélnek. A nyelv a dargin csoporthoz tartozik. A csirág nyelv a legdivergensebb az összes dargin nyelv közül.

## Földrajzi elhelyezkedés
A csirág nyelvet főleg Csirág falván beszélik, amely Derbenttől 75 kilométerrel nyugatra található. Néhány csirág Kaszpijszkba elköltözött.

## Hangtan
A csirág nyelvben 4 magánhangzó van, ezek: /a/, /e/, /i/, /u/, valamint ezeknek a hosszú párjai. Két epiglottalizált magánhangzó is van, ezek: /aˁ/, /iˁ/.

## Lexikon
Mivel földrajzilag közel helyezkedik el az agul, lak, és lezghez, néhány szót át is vettek. Egy példa erre: 'марххале' lak марххале-ből átvéve.

## Külső hivatkozások
Csirág online fordító